# Weiß Ferdl

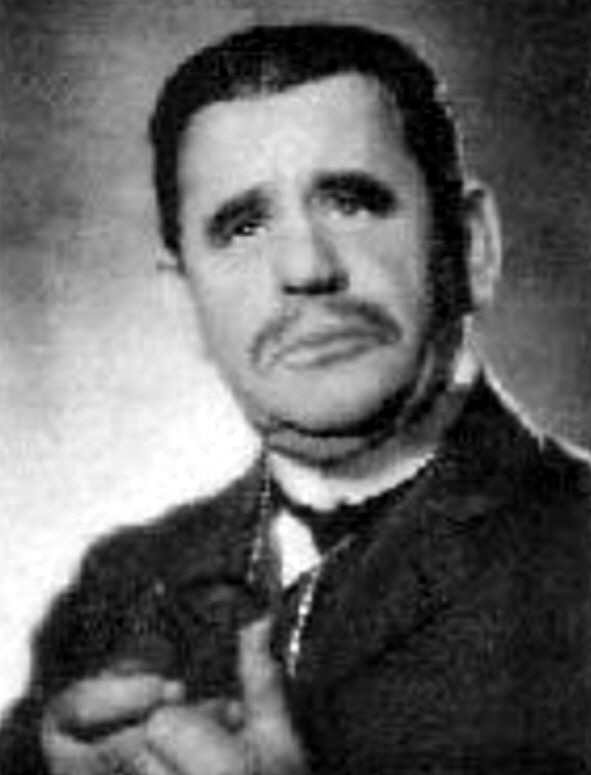
Weiß Ferdl en 1937

Weiß Ferdl (Altötting, Alemania; 28 de junio de 1883-Múnich, 19 de junio de 1949) fue un humorista alemán. Fue uno de los más conocidos actores y cantantes de temática popular de su época. Sigue siendo famoso por su número Ein Wagen von der Linie 8, una sátira sobre el tranvía de Múnich, que se convirtió en himno de muchos amigos de ese método de transporte.

## Biografía

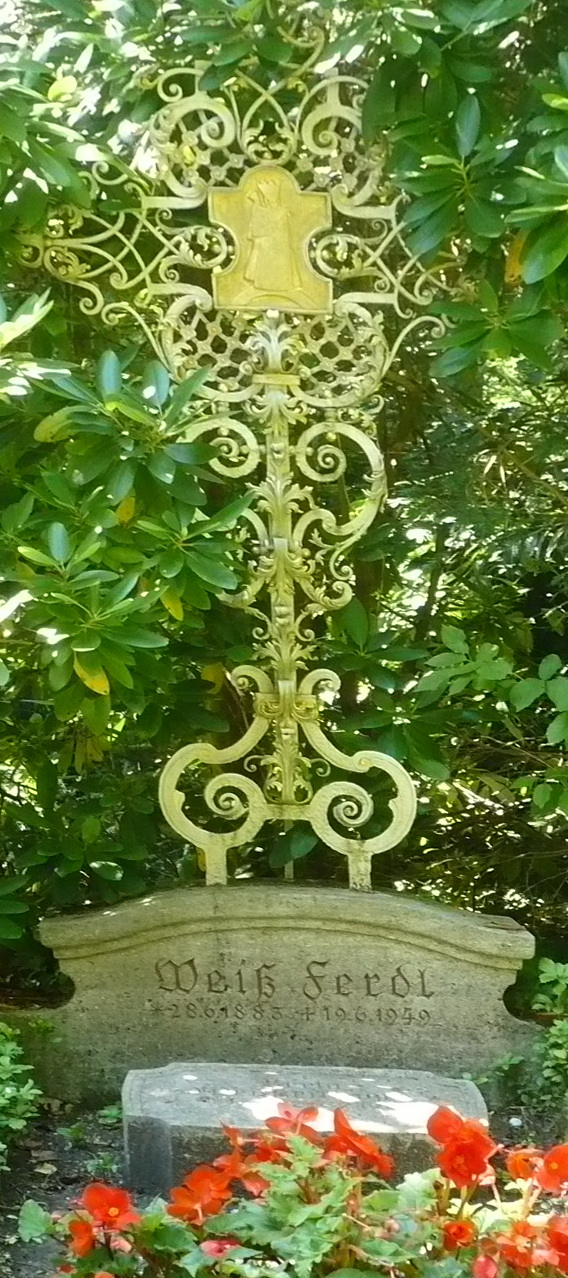
Tumba de Weiß Ferdl en el Cementerio Waldfriedhof Solln

Su verdadero nombre era Ferdinand Weisheitinger, y nació en Altötting, Alemania. Siendo hijo de una camarera sin pareja, hubo de ser criado por su abuela. En Salzburgo fue durante un tiempo niño cantor, y en Altötting completó un aprendizaje como tipógrafo. Después se trasladó a Múnich, donde descubrió su pasión por el escenario frecuentando el círculo de cantantes populares.
El Teatro Platzl de Múnich le facilitó en 1907 su primer compromiso, llegando siete años después a ser su director. Debido a su éxito cada vez mayor con la audiencia, Weiß Ferdl se mantuvo fiel al Platzl hasta el final de su carrera en el escenario.
Durante la Primera Guerra Mundial el humorista fue reclutado como unteroffizier (empleo similar al de sargento) en la Reserva. Su regimiento se trasladó al Frente Occidental cerca de Arrás. Para animar a los soldados en la agotadora guerra de trincheras, Weiß Ferdl llegó a hacer actuaciones en solitario. Para huir de la rutina de la guerra, se buscaba distracción en los teatros del frente. En marzo de 1916 Weiß Ferdl era jefe de una unidad de doce hombres de la Primera División Bávara en la Reserva, demostrando a la tropa su talento. Los soldados que pudieron regresar de la guerra hablaban sobre el Platzl im Felde, como había bautizado el público a la unidad de Weiß Ferdl.
El artista reanudó sus actuaciones en el Platzl, y en 1921 fue director de invitados y entretenimiento. Weiß Ferdl también tuvo la oportunidad de actuar en el cine. Tras dos cintas mudas (1928 y 1929), pudo utilizar su talento en el cine sonoro, actuando en los años 1930 en unas 20 cintas del género Heimat. Gracias a todo ello, se hizo un hombre rico y muy conocido en el país.
Weiß Ferdl fue uno de los primeros simpatizantes del Nazismo. Solía tratar con los dirigentes del partido en Múnich, y en 1922 actuó en las noches de entretenimiento del Partido Nacionalsocialista Obrero Alemán. Sin embargo, no se convirtió en miembro del partido hasta el año 1940. Muchos de sus gstanzl (canciones cortas humorísticas) contenían clichés antisemitas.
Sin embargo, durante el Nazismo también fue crítico, especialmente durante la guerra. Incluso llegó a ser arrestado un breve tiempo por una alusión cómica a Hermann Göring, y en uno de sus programas se burló de las organizaciones de masas nazis con un verso.
Debido a esas críticas, también tuvo presente en sus actuaciones a un oficial de policía, situación de la cual se mofó. Sin embargo, debido a sus problemas cardíacos, el actor debió abandonar el escenario en el año 1943.
Al final de la guerra, el Gobierno Estadounidense en Alemania incautó el Mercedes del rico cantante. Eso le obligó a utilizar el tranvía, sentando así el éxito de su posterior canción, Ein Wagen von der Linie 8.
En el proceso de desnazificación que tuvo lugar el 27 de octubre de 1946 fue condenado a pagar una suma de 2.000 marcos.
Weiß Ferdl falleció en Múnich en 1949, y fue enterrado en el Cementerio Waldfriedhof Solln de esa ciudad, en la tumba Nr. 3-W-3.

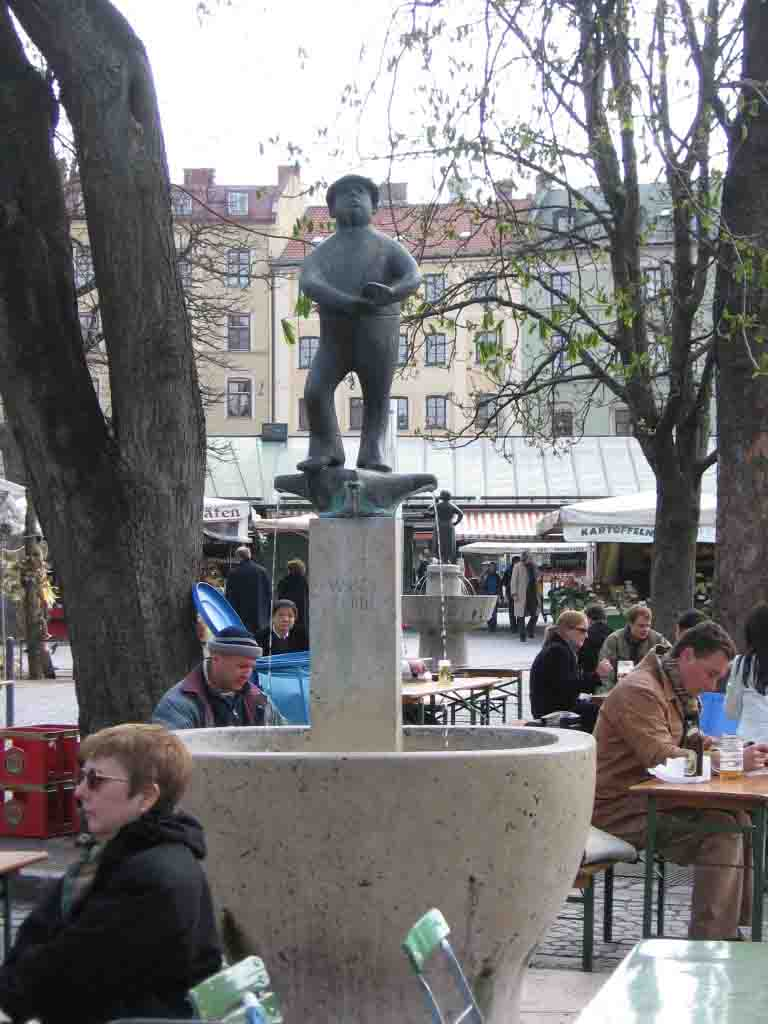
Fuente Weiß Ferdl en el muniqués Viktualienmarkt

## Obra

### Filmografía
- 1928 : Hinter Klostermauern (mudo)
- 1929 : Links der Isar – rechts der Spree (mudo)
- 1930 : Der unsterbliche Lump
- 1931 : Das Lied der Nationen
- 1931 : Die Mutter der Kompagnie
- 1932 : Wenn dem Esel zu wohl ist
- 1932 : Der Schützenkönig
- 1933 : Meisterdetektiv
- 1934 : Die beiden Seehunde
- 1934 : Der Meisterboxer
- 1935 : Konjunkturritter
- 1935 : Alles weg’n dem Hund
- 1936 : Der müde Theodor
- 1936 : Befehl ist Befehl
- 1937 : Gordian, der Tyrann
- 1937 : Der Lachdoktor
- 1939 : Der arme Millionär
- 1940 : Wunschkonzert

### Escritos
- Ich bin kein Intellektueller. Ein heiteres Buch. Hugendubel, Múnich 1941.
- Bayerische Schmankerl. Hrsg.: Bertl Weiss. dtv, Múnich 1982, ISBN 3-423-01752-X.